# Argenis (Opitz)
Im Jahr 1626 erschien die durch Martin Opitz übersetzte deutsche Version der Argenis in Breslau. Der vollständige Titel lautet: Johann Barclayens Argenis Deutsch gemacht durch Martin Opitzen Mit schönen Kupfer Figuren Nach dem Frantzösischen Exemplar Inn Verlegung David Müllers Buchändlers Inn Breßlaw 1626. Ihren Ursprung findet die Übersetzung in John Barclays Roman Argenis (1621).

## Entstehungskontext
Der „neulateinische Staatsroman“ Argenis von John Barclay erfreute sich im 17. Jahrhundert einer euphorischen Beliebtheit: Das Prosastück wurde in 13 europäische Sprachen übersetzt. Der Roman wurde postum in Paris im Jahre 1621 veröffentlicht. Die Tatsache, dass der originale Roman von Barclay so häufig übersetzt wurde und Fortsetzungen von anderen Autoren folgten, lässt seine außerordentliche Relevanz erahnen. Die Fortsetzungen wurden jedoch nicht mehr von Barclay selbst verfasst, sondern gehen etwa auf den Franzosen A. M. de Mouchemberg (1625), den Benediktiner Louis-Gabriel Bugnot (1669) oder auch den Spanier Don Ioseph Pellicer de Salas y Tobar zurück.
Als Opitz sich entschloss, den Roman ins Deutsche zu übersetzen, kam es zu Komplikationen. Opitz selbst distanzierte sich von der von seinem Verleger David Müller verfassten Widmung an die noch lebenden vier Söhne des Johann Christian, Herzog von Brieg – Georg (1611–1664), Ludwig (1616–1663), Rudolf (1617–1633) und Christian (1618–1672) –, in der ihn dieser ausdrücklich als „Lohnschreiber“ hervorhebt. Es war nicht gängig, dies zu erwähnen, was Opitz dementsprechend in seiner Stellung als freischaffender Dichter degradierte. Sein Verleger merkte an, dass es mehrere Fehler in dem Werk gäbe und sprach diesen Umstand Opitzʼ weiterer Anstellung am Hofe der Dohna zu. Mit dem Zusatz, es wäre eine Frage der Zeit gewesen, entschuldigte er diese Missgeschicke, jedoch ohne sie jemals anzugeben, geschweige denn zu verbessern. An dieser Stelle ist jedoch noch zu erwähnen, dass Übersetzungs- oder auch Druckfehler keine Seltenheit bei Opitz waren, sei es nun der eigenen Unwilligkeit, seine Werke Korrektur zu lesen, oder auch seinen vielen Aufträgen geschuldet.

## Die Übersetzungsvorlage: John BarclaysArgenis
John Barclay war ein schottischer Dichter und Satiriker. Aus seiner Feder stammt das Werk der Argenis (1621). Dieses ist ein sehr vielschichtiges Werk, welches eng mit dem politischen Denken und den tagespolitischen Themen der Zeit des Autors verknüpft ist. Barclay selbst wird als „Wegbereiter des neulateinisch römischen Literaturbarocks […]“ beschrieben. Daher gilt der Roman als Lehre, welche auf die Sittsamkeit und das angemessen Verhalten der Fürsten abzielt. Er reiht sich daher in eine „politische Sphäre“ ein, die Barclay als entscheidendes Moment in seinem Roman heraushebt. Es wird ein idealer absolutistischer Staat und ein „parteipolitisches Pamphlet gegen die Hugenotten“, welches „zugleich Entwurf und Utopie“ eines Staates darstellt, gezeichnet.
Des Weiteren gilt der Roman nicht nur als Staats-, sondern auch als Schlüsselroman, da jeder Name und jedes Element in Barclays Argenis auf reale Personen, Orte usw. verweisen und somit eine weitere Ebene hinter dem wörtlich geschriebenen Inhalt entsteht. Beispielsweise wird der Protagonist Poliarch, der Held und Vorbild-Monarch in der Argenis, mit der historischen Person König Heinrich IV. gleichgesetzt. Zudem eröffnet sich eine allegorisch interpretierbare Sphäre, die sich auf die „telling-names“ Ebene des Romanes bezieht. Dabei wird sich an den „Charaktereigenschaften, Tugenden und Laster[n] der Protagonisten“ bedient. So deutet der Name „Argenis“, Titel des Romans und zugleich auch die Heldin des Epos, in einer „etymologischen Deutung auf eine Abstammung aus vornehmer oder fürstlicher Familie hin“. Auf intertextueller Ebene lassen sich literarische Anspielungen, wie beispielsweise das Motiv des idealen Herrschers bezogen auf Petrarcas Argus, finden. Für eine intensivere Beschäftigung bietet sich der Personenschlüssel von Susanne Siegl-Mocavinis Dissertation an. Sie stellt in ihren Personenschlüsseln I und II jeweils die oszillierenden Bedeutungsebenen vor.

## Opitzʼ Übersetzung derArgenis
Das Titelblatt der Argenis verkündet, Opitz habe sich bei der deutschen Übersetzung ausschließlich an einer französischen Übersetzung von Barclays Roman orientiert, ohne den lateinischen Ursprungstext in seine Übersetzung einzubeziehen. Es ist demnach davon auszugehen, dass Opitz aus dem Französischen übersetzte. Trotzdem ist es nicht ausgeschlossen, dass ihm auch die lateinische Fassung vorlag und er die unterschiedlichen Texte im Übersetzungsprozess kontaminierte. Vor allem bei Übersetzungsschwierigkeiten, bedingt durch fehlendes französisches Vokabular, dürfte er sich an dem lateinischen Original orientiert haben.
Eine Darbietung des lateinischen Staatsromans in deutscher Sprache war wohl ein wesentlicher Grund für Opitzʼ Übersetzung, welcher in seinem Buch von der Deutschen Poeterey (1624) die erste deutsche Poetik darlegte. Es sollte fortan nicht mehr darum gehen, antike Stoffe sprachgerecht auf etwa Latein zu konzipieren, sondern vielmehr darum, die deutsche Sprache wieder kulturfähig zu machen. Zwar war Opitz dem Lateinischen nicht abgeneigt, jedoch war er auch in seiner Übersetzung der Argenis bestrebt, deutsche Wortneuschaffungen einfließen zu lassen, um Fremdwörter zu vermeiden. Trotz dieses Bestrebens ist Opitzʼ Übersetzung aber nicht frei von Fremd- bzw. Kunstwörtern. Diese waren vor allem dann nicht zu vermeiden, wenn sie z. B. politisch oder rhetorisch konnotiert waren. Schulz-Behrend nennt an dieser Stelle Wörter wie Regiment oder Rebellion.
Insgesamt handelt es sich bei der Argenis „nur um eine verhältnismäßig unkomplizierte Übersetzung, wobei sich der deutsche Sprachstil dem des Französischen und Lateinischen möglichst eng anzuschließen sucht“. Der Prosatext umfasst eine, wie Schulz-Behrend es betitelt, Sprache, welche eine „gewisse Schwere“ beinhalte. Dies rühre vor allem daher, dass lateinische Stilmittel sich nicht gut ins Deutsche übertragen lassen.

## Fortsetzung:Der Argenis Anderer Theyl
Die erfolgreichste Weiterführung, welche von dem Franzosen A. M. de Mouchemberg verfasst wurde, konnte der Qualität des ersten Teils der Argenis von Barclay zwar nicht gerecht werden, erlebte aber dennoch eine positive Resonanz bei den Lesern und wurde in mehreren Auflagen gedruckt, sodass Mouchemberg 1626 sogar einen dritten Teil veröffentlichte. Daher war es auch für Opitz lukrativ, den zweiten Teil der Fassung von Mouchemberg ins Deutsche zu übersetzen, worum sein Verleger David Müller ihn dringend bat. Noch bevor Opitz die Übersetzung des ersten Teils der Argenis fertigstellen konnte, veröffentlichte Mouchemberg 1625 seine Fortsetzung. 1631 erschien auch Opitzʼ Übersetzung des zweiten Teils – Der Argenis Anderer Theyl –, welche im Wesentlichen auf der französischen Fassung Mouchembergs beruht. Opitz soll sich jedoch bei Übersetzungsschwierigkeiten an der lateinischen Übersetzung von Gothofridus (1626) bedient haben.
Nicht nur die Fortsetzungen von Bugnot und Don Ioseph Pellicer de Salas y Tobar standen in der Kritik. Auch die erfolgreichste der Übersetzungen von Mouchemberg blieb nicht verschont. Der Roman wurde als minderwertig angesehen, da der Fokus auf die „privat-individuellen Aspekte der Liebe“ gerichtet wurde, anstatt an die von Barclay intendierten Ziele der Vermittlung einer Staatstheorie anzuschließen.

## Ausgaben
- Martin Opitz: Johann Barclayens Argenis Deutsch gemacht durch Martin Opitzen Mit schönen Kupfer Figuren Nach dem Frantzösischen Exemplar. David Müller, Breslau 1626.
- Martin Opitz: Der Argenis Anderer Theyl Verdeütsht […]. David Müller, Breslau 1631.

## Belege
1. ↑  George Schulz-Behrend: Opitz’ Übersetzung von Barclays Argenis. S. 455.
2. ↑  Susanne Siegl-Mocavini: John Barclays „Argenis“ und ihr staatstheoretischer Kontext. Untersuchungen zum politischen Denken der Frühen Neuzeit. Tübingen 1999, S. 4.
3. ↑  Susanne Siegl-Mocavini: John Barclays „Argenis“ und ihr staatstheoretischer Kontext. S. 5.
4. ↑  George Schulz-Behrend: Opitz’ Übersetzung von Barclays Argenis. S. 457.
5. ↑  George Schulz-Behrend: Opitz’ Übersetzung von Barclays Argenis. S. 458 ff.
6. ↑  George Schulz-Behrend: Opitz’ Übersetzung von Barclays Argenis. S. 459.
7. ↑  Susanne Siegl-Mocavini: John Barclays „Argenis“ und ihr staatstheoretischer Kontext. S. 26.
8. ↑  Susanne Siegl-Mocavini: John Barclays „Argenis“ und ihr staatstheoretischer Kontext. S. 4.
9. ↑  Susanne Siegl-Mocavini: John Barclays „Argenis“ und ihr staatstheoretischer Kontext. S. 9.
10. ↑  Susanne Siegl-Mocavini: John Barclays „Argenis“ und ihr staatstheoretischer Kontext. S. 30.
11. ↑  Susanne Siegl-Mocavini: John Barclays „Argenis“ und ihr staatstheoretischer Kontext. S. 20.
12. ↑  Susanne Siegl-Mocavini: John Barclays „Argenis“ und ihr staatstheoretischer Kontext. S. 20.
13. ↑  Susanne Siegl-Mocavini: John Barclays „Argenis“ und ihr staatstheoretischer Kontext. S. 25 ff.
14. ↑  George Schulz-Behrend: Opitz’ Übersetzung von Barclays Argenis. S. 460.
15. ↑  George Schulz-Behrend: Opitz’ Übersetzung von Barclays Argenis. S. 464.
16. ↑  George Schulz-Behrend: Opitz’ Übersetzung von Barclays Argenis. S. 467.
17. ↑  George Schulz-Behrend: Opitz’ Übersetzung von Barclays Argenis. S. 469.
18. ↑  George Schulz-Behrend: Opitz’ Übersetzung von Barclays Argenis. S. 468.
19. ↑  Karl Friedrich Schmid: John Barclays Argenis. Eine literarhistorische Untersuchung. Berlin/Leipzig 1904, S. 131.
20. ↑  Susanne Siegl-Mocavini: John Barclays „Argenis“ und ihr staatstheoretischer Kontext. S. 30.